# L (artista sul-coreano)
Kim Myung-soo (em coreano: 김명수; nascido em 13 de março de 1992) mais conhecido pelo seu nome artístico L (em coreano: 엘) é um cantor e ator sul-coreano. Ele é integrante do boy group sul-coreano INFINITE e da sub-unit Infinite F

## Biografia
Kim Myungsoo nasceu em 13 de Março de 1992 em Seul, Coreia do Sul. Ele tem um irmão mais novo chamado Kim Moonsoo. Ele frequentou a Duk-soo High School e graduou-se na Daekyung University em 15 de fevereiro de 2013, juntamente com os membros Sungkyu, Dongwoo, Hoya, and Sungyeol especializando-se em Música prática.

## Carreira

### 2010-2013: Debut com INFINITE, debut como ator e fotografia
L estreou como vocalista e visual do INFINITE em 2010. O grupo debutou oficialmente em 9 de junho de 2010. Além das atividades do INFINITE, ele tem participado de atuação e projetos. Em 2011, Ele fez sua estréia como ator nm drama japonês "Jiu Keishicho Tokushuhan Sousagakari", que foi ao ar na TV Asahi em julho.
Em janeiro de 2012, ele foi lançado na série dramática "Shut Up Flower Boy Band" da tvN. Ele foi um guitarrista do grupo de rock chamado "Eye Candy". Ele também fez aparições na série de televisão Salamander Guru and The Shadows da SBS.
Em outubro de 2012, L foi lançado em um papel de apoio no "What's The Deal, Mom?" da MBC.
Em 3 de outubro de 2012, ele foi convidado no Radio Star para promover o seriado, junto com Kim Byung-man, Ryu Seungsoo e Kim Seo-hyung.
Em 15 de Maio de 2013, L lançou seu book ensaio fotográfico intitulado "L's Bravo Viewtiful", mostrando fotos tiradas por ele em 93 dias de viagem. O livro foi lançado em duas versões coreano e Japonês. O livro foi um best-seller e atingiu o #1 no pré-encomendas em livrarias on-line, tais como YES24 e Kyobo e foram rapidamente vendidos no lançamento.
Em agosto de 2013, ele foi lançado em um papel de apoio no Master's Sun da SBS sendo a versão mais jovem de So Ji-sub. Em 25 de setembro de 2013, a segunda parte de "L's Bravo Viewtiful" foi lançado. Como seu antecessor, o livro também se tornou best-seller da lista.

### 2014–presente: Debut do INFINITE F e papéis de apoio na televisão
Em 2014, ele foi lançado em funções de apoio em "Cunning Single Lady" da MBC e My Lovely Girl da SBS.
L foi anunciado para juntar-se o subgrupo INFINITE F, juntamente com seus companheiros de banda Sungyeol e Sungjong. O subgrupo foi anunciado oficialmente durante o concert do INFINITE intitulado "One Great Step Returns". Além disso, eles cantaram a canção "My Heart is Beating" da trilha sonora do Hi! School - Love On que estrelou Sungyeol e Woohyun como os principais. O subgrupo já teve seu lançamento oficial intitulado "Going Crazy", que foi incluída no 2º álbum do INFINITE chamado "Season 2". Eles debutou oficialmente no Japão com o single álbum "Koi No Sign"
No dia 19 de novembro 2014, ele lançou outro single de lançamento do álbum "Azure", em 2 de dezembro de 2014. INFINITE F fez seu oficial stage de debut no Music Core no dia 5 de dezembro.
Em junho de 2015, L fez aparições no The Time We Were Not in Love, fazendo papel de estagiário homossexual ao lado da atriz Ha Ji-won.
Em agosto de 2015, ele estava no elenco do filme "Mister Shark" sobre um menino que faz amizade com um tubarão. Este será seu primeiro papel principal na tela grande.
Em Maio de 2016, foi anunciado que a L e o ator Kim Min-seok vão aparecer em um show de variedades coreano chamado Celebrity Bromance. No mês seguinte, L foi convidado no programa de competição King of Mask Singer como pseudônimo de "I'm Your Father" no Episódio 63. Ele foi o primeiro membro do INFINITE à aparecer no show. No mesmo mês, ele foi lançado no web drama coreano-chinês "My Catman".
Em agosto de 2016, ele foi lançado no quatro episódio do drama intitulado "The Day After We Broke Up" da KBS. o drama também foi ao ar no Japão sob o nome de I Want to Protect You One More Time.
Em novembro de 2016, ele foi elenco do "Ruler: Master of the Mask" da MBC.
Em 2019 ele foi definido como protagonista do romance de fantasia Angel's Last Mission: Love. Em agosto, MyungSoo anunciou sua saída da Woollim Entertainment, porém, a empresa e o próprio confirmaram que ele continuaria fazendo parte do INFINITE.

## Discografia

### Singles
| Título                                                                       | Ano                    | Melhor posição nas paradas | Vendas                 | Álbum                              |
| Título                                                                       | Ano                    | KOR                        | Vendas                 | Álbum                              |
| Como artista principal                                                       | Como artista principal | Como artista principal     | Como artista principal | Como artista principal             |
| ---------------------------------------------------------------------------- | ---------------------- | -------------------------- | ---------------------- | ---------------------------------- |
| "It's All For You"                                                           | 2013                   | —                          | —                      | Non-album single                   |
| Aparições em vídeos musicais                                                 |                        |                            |                        |                                    |
| "Love U Like U" (com Kim Yerim)                                              | 2012                   | 27                         | - KOR: 233,449         | Shut Up Flower Boy Band OST        |
| "It's Okay Even If It's Not Me"                                              | 2017                   | —                          | —                      | The Emperor: Owner of the Mask OST |
| "—" denotes releases that did not chart or were not released in that region. |                        |                            |                        |                                    |

### Créditos de produção e composição
| Ano  | Álbum            | Artista | Single             | Letras    | Letras | Música    | Música |
| Ano  | Álbum            | Artista | Single             | Creditado | Com    | Creditado | Com    |
| ---- | ---------------- | ------- | ------------------ | --------- | ------ | --------- | ------ |
| 2013 | single sem álbum | L       | "It's All For You" | Sim       | —      | Sim       | —      |

## Filmografia
| Ano  | Título                                  | Papel                                       | Emissora                |
| ---- | --------------------------------------- | ------------------------------------------- | ----------------------- |
| 2011 | Jiu                                     | Jiu                                         | TV Asahi                |
| 2011 | Welcome to the Wara Store               | Ele mesmo (voz)                             | Tooniverse              |
| 2012 | Shut Up Flower Boy Band                 | Lee Hyun-soo                                | tvN                     |
| 2012 | Salamander Guru and The Shadows         | Ele mesmo (aparição especial no episódio 3) | SBS                     |
| 2012 | What is Mom?                            | Kim Myung-soo                               | MBC                     |
| 2013 | Master's Sun                            | Joo Joong-won (jovem)                       | SBS                     |
| 2014 | Cunning Single Lady                     | Gil Yoo-han                                 | MBC                     |
| 2014 | My Lovely Girl                          | Shi-woo                                     | SBS                     |
| 2015 | The Time We Were Not in Love            | Ki Sung-jae (convidado, episódios 2-4)      | SBS                     |
| 2016 | The Day After We Broke Up One More Time | Yoo Tan                                     | KBS e KBS Japan Netflix |
| 2016 | My Catman                               | Jung Ho-yeon                                | Tencent e MC            |
| 2017 | The Emperor: Owner of the Mask          | Lee Sun                                     | MBC                     |
| 2018 | Ms. Hammurabi                           | Im Ba-reun                                  | JTBC                    |
| 2019 | Angel's Last Mission: Love              | Kim Dan                                     | KBS2                    |

### MC em programas
| Ano  | Título                        | Emissora | Notas                              |
| ---- | ----------------------------- | -------- | ---------------------------------- |
| 2014 | SBS Gayo Daejeon              | SBS      | Com Baro, Yonghwa, Mino e Nichkhun |
| 2015 | KCON 2015 Japan x M!Countdown | Mnet     | Com Woohyun, Sujeong e Kangnam     |
| 2016 | Korean Music Wave in Fukuoka  | MBC      | Com Seolhyun e Chansung            |

### Aparições em vídeos musicais
| Ano  | Título          | Artista           |
| ---- | --------------- | ----------------- |
| 2010 | Starlight March | Strawberry Fields |
| 2010 | Run             | Epik High         |
| 2012 | 60 Seconds      | Kim Sunggyu       |
| 2013 | Love Blossom    | K.Will            |

## Prêmios e nomeações
| Ano  | Prêmio                 | Categoria        | Trabalho nomeado | Resultado |  |
| ---- | ---------------------- | ---------------- | ---------------- | --------- |  |
| 2013 | 6th Korea Drama Awards | Best Young Actor | Master's Sun     | Indicado  |  |